# Ngawang Pem
Ngawang Pem é uma funcionária pública do Butão. Em 2012, ela foi nomeada Dzongda (governadora de distrito) do Distrito de Tsirang, tornando-se na primeira mulher Dzongda no Butão.

## Biografia
Pem graduou-se no Colégio Sherubste, em Kanglung, Tashigang e em 2006 completou um mestrado em políticas públicas na Universidade Nacional da Austrália, em Camberra, na Austrália.
Ela ingressou no Ministério do Interior e Assuntos Culturais em 1994. Depois, ocupou o cargo de directora de recursos humanos no Ministério da Agricultura e, em 2012, foi nomeada Dzongda de Tsirang. Em 2018, foi nomeada comissária da Comissão Anti-corrupção do Butão.